# 21世紀のライト兄弟〜空飛べ夢乾電池〜
21世紀のライト兄弟〜空飛べ夢乾電池〜（にじゅういっせいきのライトきょうだい そらとべゆめかんでんち）は、ケーブルテレビおよび映像配信「ビッグローブストリーム」にて2006年の4月〜7月に放送・配信されていたドキュメンタリー番組である。

## 番組概要
松下電器産業（現・パナソニック）より発売されていたオキシライド乾電池を使用し有人飛行機を飛ばすプロジェクトに参加した、東京工業大学のサークルであるMeister（マイスター）の飛行機製作から飛行成功までの道のりを追いかけた内容となっている。
また、番組ナビゲーターである辻希美がオキシライド乾電池を使用した実験を行うコーナーもある。

## 出演者
- 辻希美（番組ナビゲーター・ナレーション）
- 小島由利絵（ライトシスターズ）
- 鈴木あきえ（ライトシスターズ）

## 補足
当初は全13回の放送予定が、好評のため全18回に変更されている。
番組ナビゲーターを務めた辻希美は、それまで相方の不祥事の煽りを受けて事実上活動休止状態にあったが、この番組をきっかけにマルチタレントとしてソロ活動を本格化するようになった。